# Prosopocoilus dissimilis
Prosopocoilus dissimilis es una especie de coleóptero de la familia Lucanidae. Presenta las siguientes subespecies:
- Prosopocoilus dissimilis dissimilis
- Prosopocoilus dissimilis elegans
- Prosopocoilus dissimilis okinawanus

## Distribución geográfica
Habita en Okinawa (Japón).